# 데보라 화이트
더보리에이 화이트(De'voreaux White, 1965년 8월 6일 ~ )는 미국의 배우이다. 로스앤젤레스에서 태어났다.

## 출연 작품
- 샌드바 (2012년)
- 트레스패스 (1992년)
- 영 몬스터 (1991년)
- 다이 하드 (1988년) - 아길레 역
- 마음의 고향 (1984년)
- 블루스 브라더스 (1980년)

### 텔레비전
- 형사 Q (1981)
- 신나는 개구쟁이 (1983-84)
- 헤드 오브 더 클래스 (1989-91)